# 2030년대
2030년대는 2030년부터 2039년까지를 가리킨다.

## 사건
- 2030년
- 2031년
- 2032년
- 2033년
- 2034년
- 2035년
- 2036년
- 2037년
- 2038년
  - 32비트 시스템에서 시간 표시 문제가 발생한다.
- 2039년